# Колокша (деревня)
Колокша — деревня в Собинском районе Владимирской области России, входит в состав Колокшанского сельского поселения.

## География
Деревня расположена на берегу реки Колокша в 3 км на северо-запад от центра поселения посёлка Колокша, в 15 км на северо-восток от райцентра города Собинка, близ автодороги М-7 «Волга».

## История
В середине XIX века существовало две деревни: одна — Колокша старая (Княжево) располагалась на старом тракте из Владимира в Москву, другая — Колокша новая находилась на новом Московско-Нижегородском шоссе. К началу XX века обе деревни слились в одну в составе Воршинской волости Владимирского уезда, с 1926 года — в Ставровской волости. В 1859 году в деревне Колокша старая (Княжево) числилось 25 дворов и 167 жит., в Колокше новой — 54 двора и 235 жит., в 1905 году — 73 дворов, в 1926 году — 80 хозяйств, с/х кооператив и начальная школа.
С 1929 года деревня являлась центром Колокшанского сельсовета Владимирского района, с 1945 года — в Собинском районе, с 1965 года — в составе Колокшанского сельсовета Собинского района.

## Население
| 1859 | 1905 | 1926 |
| ---- | ---- | ---- |
| 402  | 359  | 393  |

| 1859 | 1905 | 1926 | 2002 | 2010 | 2021 |
| ---- | ---- | ---- | ---- | ---- | ---- |
| 402  | ↘359 | ↗393 | ↘25  | ↗31  | ↗39  |